# Sealaska Corporation
Die Sealaska Corporation ist die größte der dreizehn 1971 durch den Alaska Native Claims Settlement Act (ANCSA) geschaffenen Gebietskörperschaften, die unter anderem dem Ziel dienen, Gebietsansprüche der Ureinwohner Alaskas zu befriedigen.
Die Sealaska Corporation wurde 1972 in Alaska gegründet. Die Zentrale befindet sich in Juneau. Sealaska ist eine auf Gewinnstreben ausgerichtete Körperschaft mit etwa 20.000 Nachkommen der Ureinwohner Alaskas als Anteilseigner.